# Lars Høy
Lars Høy (født 12. november 1946 i Rønne) er en dansk skuespiller.
Han er uddannet fra Odense Teaters Skuespillerskole i 1969 og fik herefter roller på teatret samt på Aalborg Teater inden han rejste til København, hvor han bl.a. blev tilknyttet Folketeatret.
I 1986 kom Lars Høy til Aarhus Teater.
Han var fra 1970-1976 gift med skuespillerinden Lisbet Dahl.

## Udvalgt filmografi
- Pigen og drømmeslottet – 1974
- Nøddebo Præstegård – 1974
- Piger i trøjen – 1975
- Violer er blå – 1975
- Kassen stemmer – 1976
- Blind makker – 1976
- Piger til søs – 1977